# Luís Alves de Lima e Silva
Luís Alves de Lima e Silva (ur. 25 sierpnia 1803 w Duque de Caxias, zm. 7 maja 1880 w Valença) - brazylijski arystokrata, markiz Caixas, jeden z dowódców wojsk brazylijskich w wojnie paragwajskiej, 8., 12.  i 22. premier Brazylii.

## Życiorys
Urodził się 25 sierpnia 1803 na farmie São Paulo (obecnie będącej częścią miasta Duque de Caxias) jako pierwszy syn i drugie dziecko Mariany Cândido de Oliveira Belo oraz Francisco de Limy e Silvy w rodzinie o wojskowych tradycjach (ojciec, wuj i dziadek byli żołnierzami). 

## Kariera wojskowa
W wieku 14 lat postanowił kontynuować rodzinną tradycję wstępując do służby wojskowej i w ciągu roku awansując na podporucznika. 
Po raz pierwszy swoje talenty militarne zaprezentował podczas walk o niepodległość Bahii. 28 stycznia 1823 roku cesarz Piotr I skierował batalion, którego adiutantem był de Lima do stanu Bahia, aby ten pomógł w walce z Portugalczykami. Cesarska armia otoczyła Salvador zajęty wówczas przez Portugalczyków i przypuściła na niego oraz okoliczne fortyfikacje Portugalii wielokrotne ataki, w których de Lima niejednokrotnie brał udział. Podczas starcia 28 marca osobiście poprowadził szarżę na bunkier wroga. 
2 lipca wojska brazylijskie wkroczyły do miasta. Batalion de Limy powrócił do Rio de Janeiro, a on sam został awansowany na kapitana 22 stycznia 1824 roku. 
Cztery miesiące po wybuchu wojny paragwajskiej, w marcu 1864 roku paragwajska armia wkroczyła na teren Argentyny, by stamtąd przypuścić atak na stan Rio Grande do Sul. 
W międzyczasie w Rio Grande do Sul lokalni dowódcy nie byli w stanie przeciwstawić się paragwajskim oddziałom. Cesarz Piotr II, będąc świadomym zagrożenia ze strony Paragwajczyków, postanowił udać się na front, by wesprzeć walczących. De Lima, jako fligeladiutant cesarza, wyruszył razem z nim. Oddział cesarski dotarł do Uruguaiany we wrześniu 1865. Miasto znajdowało się wówczas pod paragwajską okupacją. W chwili, gdy de Lima i cesarz przybyli, zjednoczone oddziały brazylijskie i argentyńskie szturmowały Uruguaianę. Wkrótce wojska paragwajskie poddały się i opuściły miasto, zapobiegając dalszemu rozlewowi krwi i pozwalając Piotrowi II oraz de Limie wrócić do stolicy kraju.

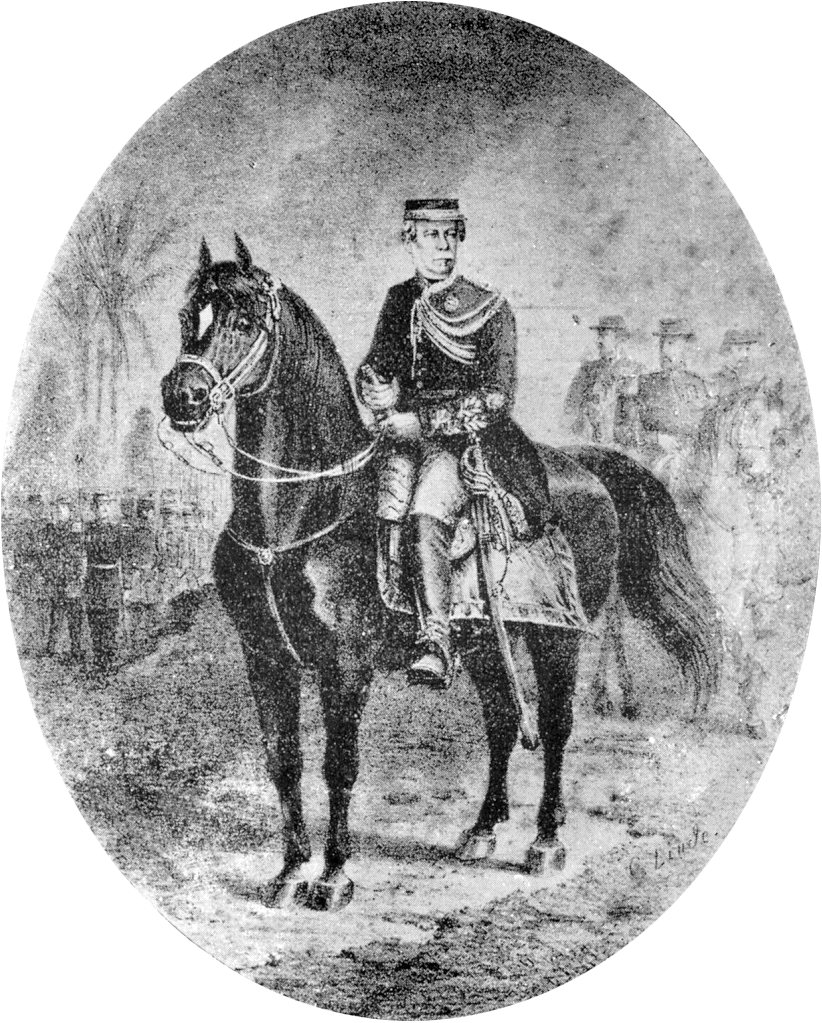
De Lima w Paragwaju w 1866

10 października 1866 roku de Lima został mianowany nowym dowódcą zjednoczonych sił brazylijskich. Do Paragwaju przybył 18 listopada, czyli w czasie zawieszenia broni trwającego od października 1866 do lipca 1867 roku. Wykorzystał ten czas na wyszkolenie swoich żołnierzy, wyposażenie ich w nowszą broń oraz modernizację jednostek medycznych i sanitarnych, zapobiegając tym samym epidemiom wśród Brazylijczyków. 25 lipca 1868 roku oddziały de Limy zajęły twierdzę Humaitá po tym, jak prezydentowi Paragwaju, Francisco Solano Lópezowi udało się zorganizować udany odwrót swoich wojsk. 

Wykorzystując zdobytą przewagę, markiz zamiast przeprowadzać frontalny atak na linie obronne Lópeza umiejscowione na południe od Asunción wytyczył drogę omijającą nieprzyjacielskie fortyfikacje. Pozwoliło to oskrzydlić paragwajską armię i dało de Limie zwycięstwa w trzech kolejnych bitwach ( Itororó , Avay i Lomas Valentinas). Spowodowało to ucieczkę Lópeza z wąską grupą zwolenników oraz zajęcie przez Brazylijczyków Asunciónu 1 stycznia 1869 roku.

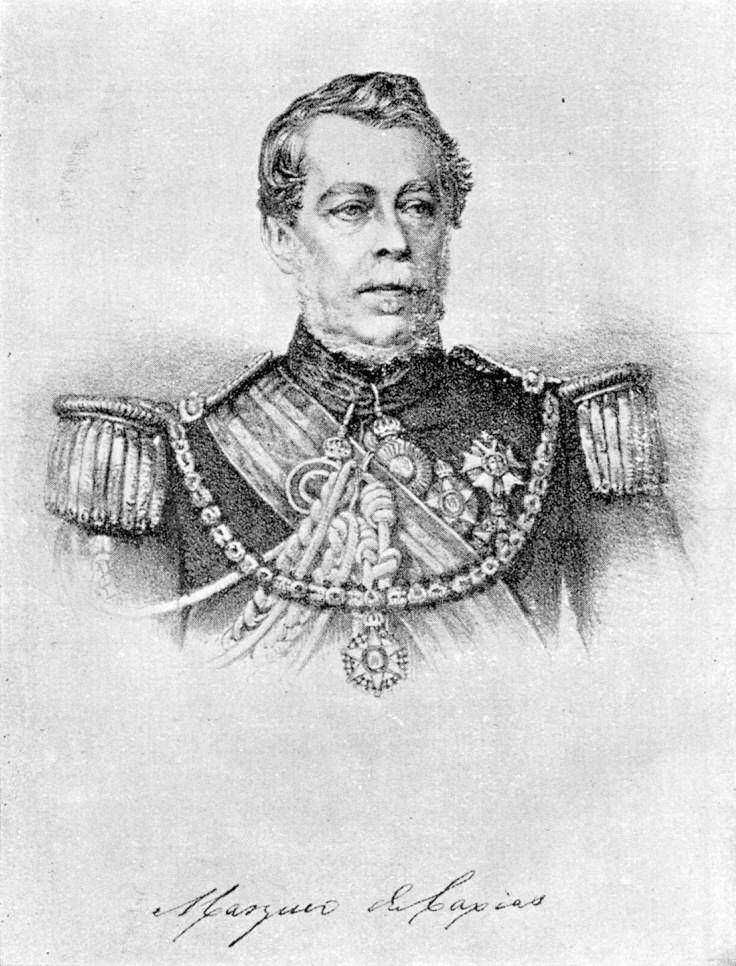
De Lima w 1869 z szarfą Orderu Róży

De Lima się starzał i nie czuł się na siłach, by ścigać Lópeza w głębi Paragwaju, dlatego poprosił o zgodę na dymisję lub udzielenie mu krótkiego urlopu. Choć jego prośba została odrzucona, mianował hrabiego Gastona d’Eu pełniącym obowiązki dowódcy i 19 stycznia 1869 roku wyjechał do Brazylii.  Do Rio de Janeiro przybył bez zapowiedzi na początku lutego. Udał się prosto do domu, ku zaskoczeniu żony, która, jak wszyscy inni, nie wiedziała o jego powrocie. Cesarz był wściekły, że markiz opuścił swoje stanowisko bez pozwolenia, tym bardziej, że de Lima ogłosił iż wojna została już wygrana - mimo że López nadal był na wolności i przegrupowywał swoje nieliczne wojska. Piotr II był bardzo rozczarowany de Limą, ale był również świadom, że to jemu zawdzięcza sukcesy, osiągnięte kosztem lat poświęceń i osobistej odwagi.  21 lutego 1869 roku cesarz wezwał markiza do pałacu Paço de São Cristóvão, aby się z nim pojednać. 
Kilka dni później cesarz przyznał de Limie Order Piotra I i awansował go z markiza na księcia, co było najwyższą rangą brazylijskiej szlachty i wyjątkowym wyróżnieniem podczas 58-letniego panowania Piotra II. 

## Kariera polityczna
14 czerwca 1855 roku de Lima został ministrem wojny w rządzie Honório Hermeta. Gdy ten zmarł  3 września 1856 de Lima objął po nim urząd. Zrobił to niechętnie, ponieważ nie przypadł mu on po wyborach, a jedynie dzięki zabiegom prawnym. Poddał się do dymisji wraz z innymi członkami rządu 4 maja 1857.
Po 1857 roku kolejne rządy szybko upadały, nie mogąc uzyskać większości w Izbie Deputowanych, ponieważ stronnictwa konserwatywne wzajemnie oskarżały się o próbę dominacji. Cesarz poprosił de Limę o przewodniczenie nowemu rządowi 2 marca 1861 roku. De Lima próbował uzyskać poparcie w parlamencie, jednak gdy również jemu się to nie udało, razem ze wszystkimi ministrami podał się do dymisji 24 maja 1862.
W 1875 roku z powodu konfliktu religijnego premier José Paranhos wraz z całym swoim rządem poddał się do dymisji, a cesarz poprosił de Limę o utworzenie kolejnego rządu. Ten próbował załagodzić spory wywołane przez poprzedni rząd. Postulował między innymi amnestię dla skazanych biskupów i  zagroził rezygnacją, jeśli cesarz jej nie udzieli, co Piotr II niechętnie zrobił we wrześniu 1875 roku.

Pod koniec 1877 roku cesarz złożył de Limie wizytę, podczas której ustalono, że jego rząd zakończy swoją misję. 5 stycznia 1878 roku cały rząd został zdymisjonowany.

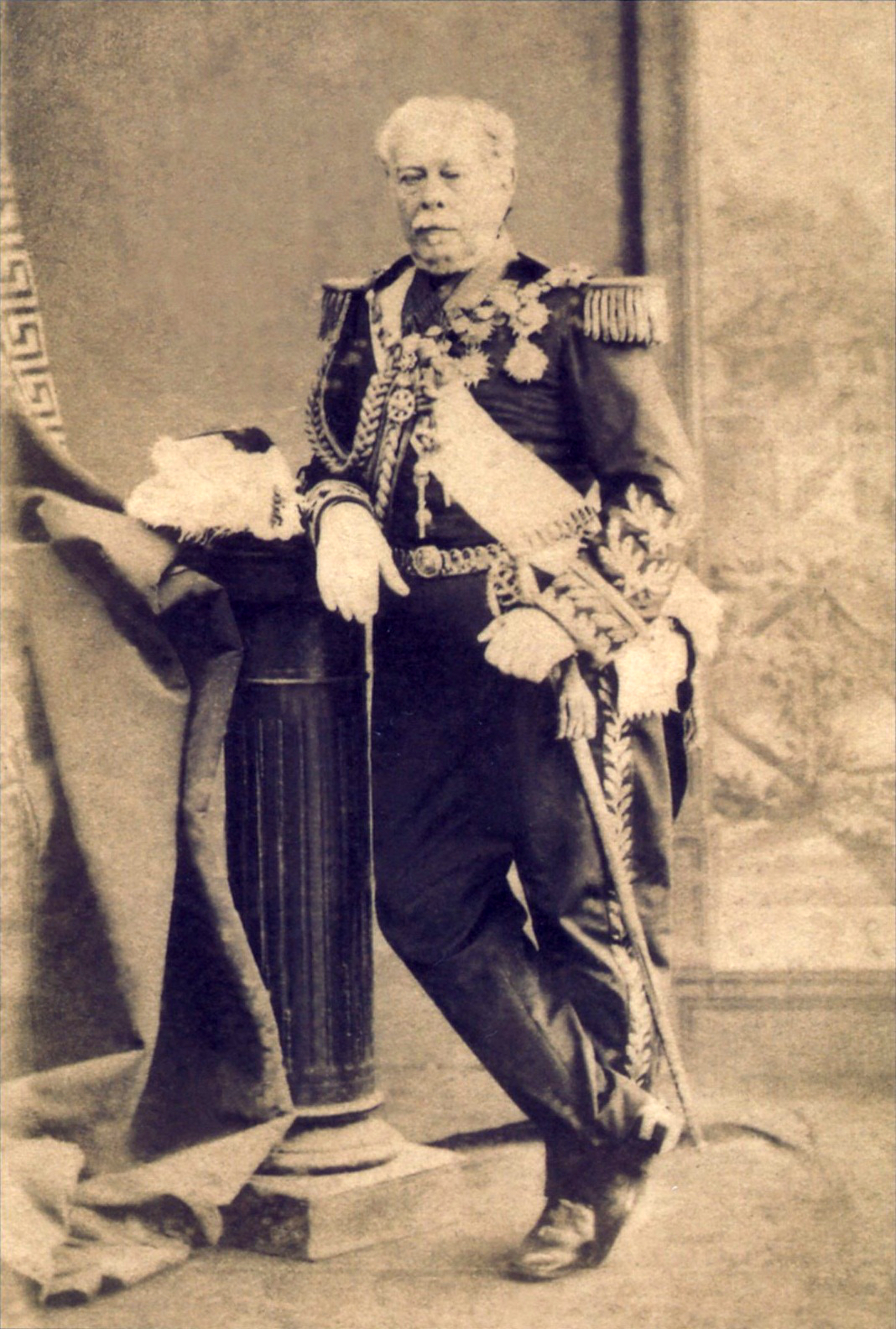
De Lima w 1877

Przykuty do wózka inwalidzkiego, de Lima spędził resztę swoich dni na farmie Santa Mônica, położonej w pobliżu miasta Valença. 7 maja 1880 roku o godzinie 23:00 po przystąpieniu ostatni raz do spowiedzi zmarł cicho, w obecności członków swojej rodziny. Fakt ten zasmucił Piotra II. De Lima poprosił o prosty pogrzeb, bez honorów i jedynie sześciu żołnierzy, którzy nieśliby jego trumnę. Jego ostatnia wola nie została w pełni uszanowana: cesarz wysłał powóz używany wyłącznie do pogrzebów członków rodziny cesarskiej, za którym jechało szesnastu służących z dworu cesarskiego oraz jeden kapral i trzynastu, a nie sześciu, żołnierzy, niosących jego szczątki.  Po pochodzie odbył się pogrzeb (w którym uczestniczył sam cesarz), a ciało de Limy złożono na cmentarzu São Francisco de Paula.

## Życie prywatne
6 stycznia 1833 roku, w wieku 29 lat, poślubił Anę Luísę de Loreto Carneiro Vianę, szesnastoletnią siostrę przyjaciela z armii i członka arystokratycznej rodziny. Na związek ten nie zgadzała się matka panny młodej, która postrzegała Luísa Alvesa i jego rodzinę jako parweniuszy. Gazety powiązane z politycznymi wrogami rodu de Lima wykorzystały tę różnicę zdań, aby rzucać przeciwko niemu poważne, ale bezpodstawne oskarżenia, w tym o porwanie Any Luísy.  Pomimo inwektyw ich małżeństwo było szczęśliwe, a oni doczekali się trójki dzieci. 